# Eugorgia daniana
Eugorgia daniana är en korallart som beskrevs av Addison Emery Verrill 1868. Eugorgia daniana ingår i släktet Eugorgia och familjen Gorgoniidae. Inga underarter finns listade i Catalogue of Life.